# Udhomseelwitthaya School Stadium
Das Udhomseelwitthaya School Stadium ist ein Mehrzweckstadion im Bezirk Bang Pa-in in der Provinz Ayutthaya, Thailand. Es wird derzeit hauptsächlich für Fußballspiele genutzt und ist das Heimstadion vom Drittligisten Ayutthaya Football Club. Das Stadion hat eine Kapazität von 1800 Personen. 
Eigentümer und Betreiber des Stadions ist die Udhomseelwitthaya School.

## Nutzer des Stadions
| Verein       | Zeitraum der Nutzung |
| ------------ | -------------------- |
| Ayutthaya FC | 2017 bis heute       |